# Aspilonaxa
Aspilonaxa là một chi bướm đêm thuộc họ Geometridae.